# Etheostoma obama
Etheostoma obama é uma espécie de peixe da família Percidae. A espécie estava incluída no complexo Etheostoma stigmaeum e foi descrita em 2012 com o epíteto específico homenageando o presidente americano Barack Obama. A espécie habita o estado do Tennessee.

## Ligações eternas
- «Mongabay: Introducing the 'Obama-fish'» (em inglês)
- «TheGuardian: Spawned in the USA: new fish named after Barack Obama» (em inglês)
- «SIC Notícias: Nova espécie de peixe batizada Obama»